# Сосновка (Усольский район)
Сосно́вка — село в Усольском районе Иркутской области России. Административный центр Сосновского муниципального образования.

## География
Село находится на расстоянии примерно 18 км к северо-западу от Белореченского, административного центра района.

## Население
| 2002 | 2010  | 2011  | 2012  |
| ---- | ----- | ----- | ----- |
| 1635 | ↗1718 | ↗1719 | ↗1721 |

### Половой состав
По данным Всероссийской переписи, в 2010 году в селе проживало 1718 человек (807 мужчин и 911 женщин).